# Domenica Laetare
L'espressione "domenica Laetare" indica, nel calendario liturgico della Chiesa cattolica e in quelli di molte altre chiese di tradizione latina, come la Chiesa anglicana e altre chiese minori, la quarta domenica di Quaresima.

## Descrizione
Questa espressione era nel passato utilizzata comunemente, mentre dopo la riforma liturgica, attuata nella Chiesa cattolica dopo il Concilio Vaticano II, lo è soltanto raramente, a causa del prevalente uso delle lingue parlate rispetto al latino.
L'espressione deriva dall'inizio dell'introito nella messa di questo giorno:
La data della domenica Laetare è legata a quella della Pasqua e può cadere tra il 1º marzo e il 4 aprile.

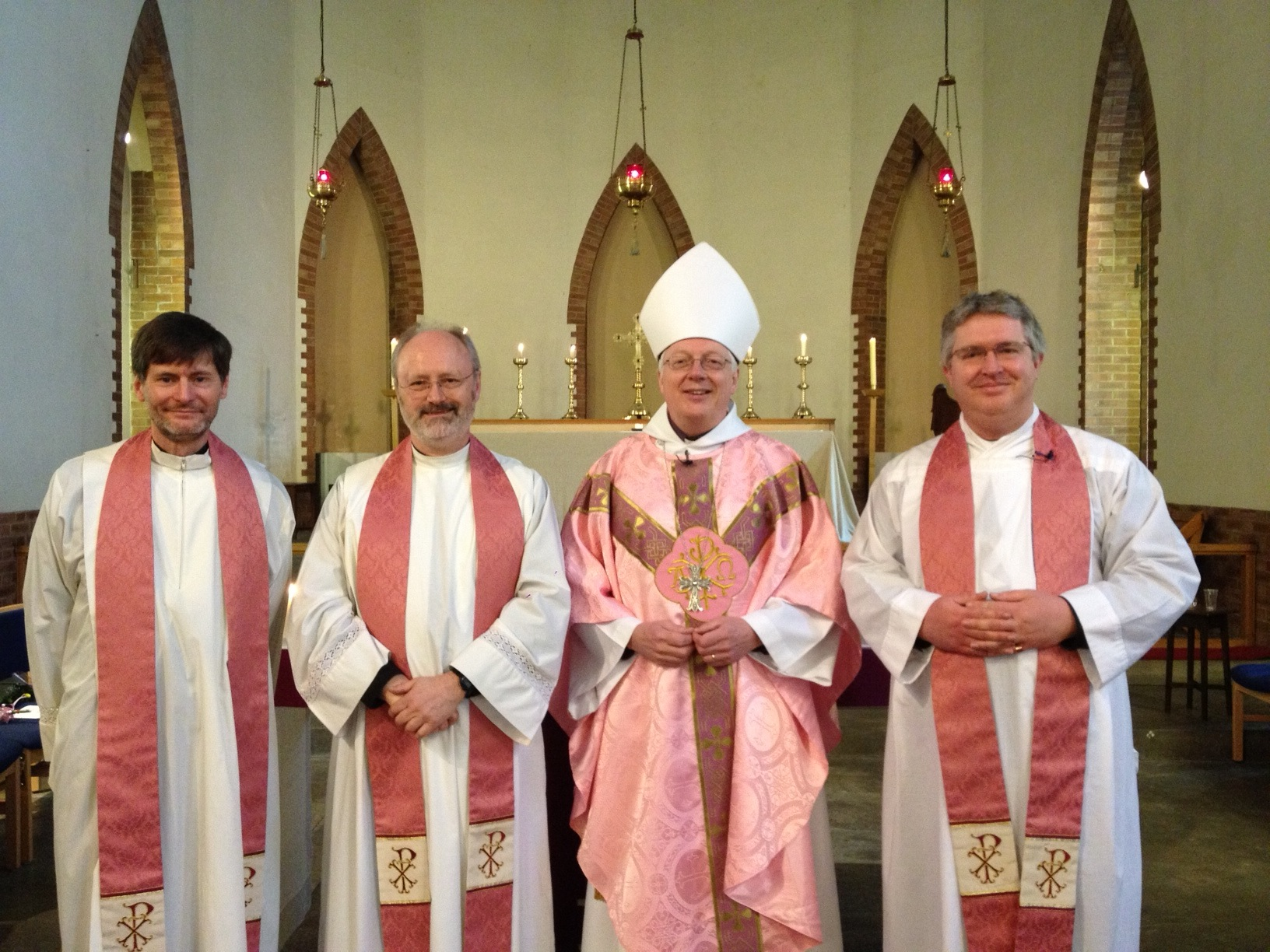
Il vescovo anglicano di Willesden (Londra) con tre sacerdoti anglicani, coi paramenti rosa, in uso nella liturgia della domenica Laetare.

In tale giornata, secondo le regole dei colori liturgici, nel rito romano della Chiesa cattolica (e nella Chiesa anglicana, e in molte altre chiese minori), è possibile utilizzare, invece del viola normalmente utilizzato durante la Quaresima, il colore rosa nei paramenti liturgici, possibile solo in questo giorno e nella domenica Gaudete in Avvento. Inoltre, almeno nel rito romano della Chiesa cattolica, è possibile ornare l'altare di fiori e usare l'organo anche quando non serve per sostenere il canto.
Secondo Guéranger, con questi segni di allegrezza nella liturgia, la Chiesa vuole felicitarsi dello zelo dei suoi figli; avendo essi percorso metà del tempo di Quaresima, la Chiesa vuole stimolare il loro ardore fino alla Pasqua.
Nel rito romano precedente la riforma liturgica, la domenica Laetare vede per quel giorno un ritorno all'uso della dalmatica da parte del diacono e della tunicella da parte del suddiacono.

## Storia
Nel X secolo entrò nella liturgia la singolare cerimonia della benedizione della Rosa d'oro. Il papa si recava alla basilica di Santa Croce in Gerusalemme tenendo in mano una rosa d'oro, di cui spiegava il significato al popolo; e al ritorno ne faceva dono al prefetto di Roma.
Tale rito fu probabilmente ripreso dai bizantini che nella III domenica di Quaresima celebravano una festa in onore del Santo Legno della Croce, al quale rendevano omaggio con fiori. È anche probabile che la cerimonia derivi da un'usanza popolare con cui Roma, nel secolo X celebrava la vittoria della primavera sull'inverno. Nelle chiassose feste s'adornavano di fiori persone, case e vie.